# 乐部
在曲式学中，乐部（或简称“部”，英语：section）是乐曲的次一级结构单位、是乐段的上层结构单位。
一首乐曲或一个乐章里里至少包含一个乐部，一个乐部里至少包含一个乐段。

## 以乐部数量命名的曲式结构
在一部曲式中，整首乐曲只有一个乐部，整个乐部只有一个乐段。
在单二部曲式中，整首乐曲有两个乐部，每个乐部只有一个乐段。
在单三部曲式中，整首乐曲有三个乐部，每个乐部只有一个乐段。
在复二部曲式中，整首乐曲有两个乐部，每个乐部有至少两个乐段。
在复三部曲式中，整首乐曲有三个乐部，每个乐部有至少两个乐段。

## 其他曲式中的乐部
在回旋曲式中，整首乐曲至少有五个乐部，反复再现的乐部称作主部，在两个主部间插入的乐部叫做插部。
在奏鸣曲式中，整首乐曲分为呈示部、展开部、再现部三个乐部，其中呈示部和再现部又可分为主部、连接部、副部和结束部。